# Orchestra Sinfonica Siciliana

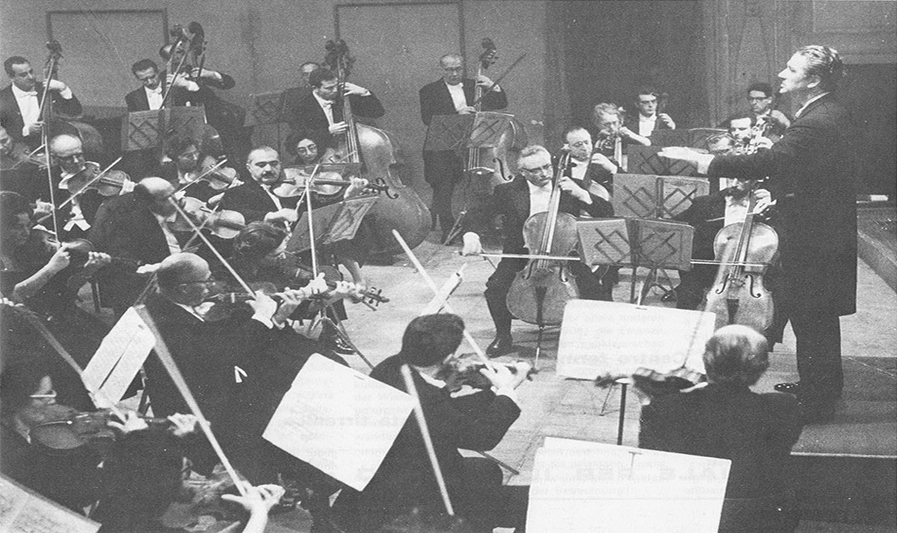
Das Orchestra Sinfonica Siciliana unter Dirigent Sergiu Celibidache

Das Orchestra Sinfonica Siciliana (Italienisch für „Sizilianisches Sinfonieorchester“, abgekürzt OSS oder Oss) ist ein 1951 gegründetes italienisches Sinfonieorchester mit Sitz in der sizilianischen Hauptstadt Palermo. Zusammen mit dem Orchestra Sinfonica Nazionale della RAI in Turin und dem Orchestra dell’Accademia Nazionale di Santa Cecilia in Rom gehört es zu den renommiertesten Sinfonieorchestern des Landes.

## Geschichte

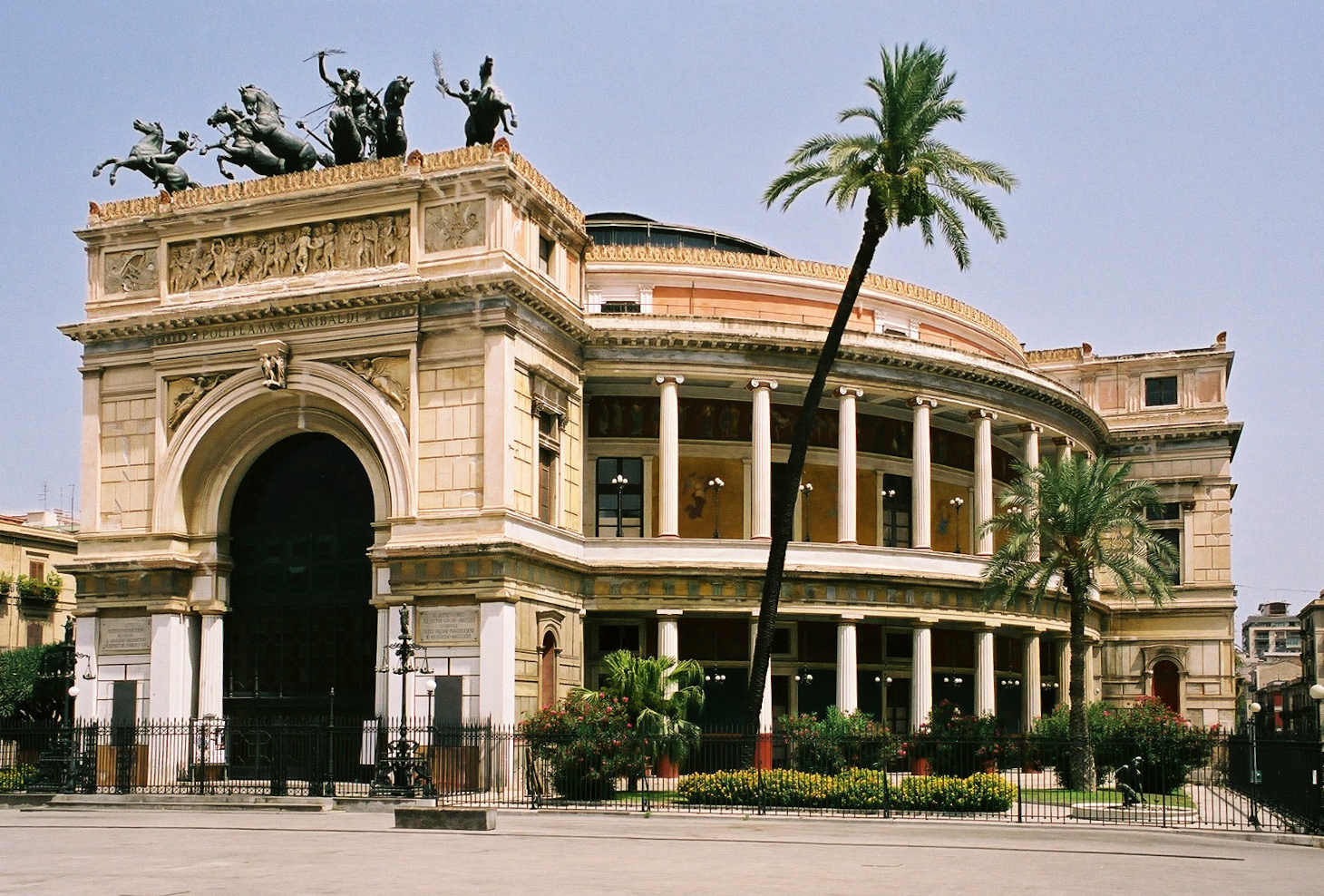
Das Teatro Politeama in Palermo, seit 2001 Sitz des Orchesters

Das Orchester geht auf eine Initiative des Palermitaner Komponisten und Dirigenten Ottavio Ziino (1909–1995) zurück. Auf seinen Vorschlag hin gründete die sizilianische Regierung unter Präsident Francesco „Franco“ Restivo im Jahr 1951 das Orchester per Dekret. Es dauerte aber bis 1958, bis die Einstellung der Musiker abgeschlossen war. In diesem Jahr spielte das Orchester seine ersten Konzerte unter den französischen Dirigenten Georges Sébastian und Jean Martinon. 1959 wurde Ziino künstlerischer Leiter und rief im selben Jahr die „Tage der zeitgenössischen Musik“ (Giornate di musica contemporanea) ins Leben. Ab 1960 beteiligte sich das Orchester zudem an den „Internationalen Wochen der Neuen Musik“ (Settimane internazionali di nuova musica). Die Förderung moderner und zeitgenössischer Musik bleibt bis heute ein wichtiger Schwerpunkt im Repertoire des Orchesters. Internationale Beachtung fanden beispielsweise seine Aufführungen der Werke von Anton Webern und Karlheinz Stockhausen. 1963 trat das Orchester im Teatro Biondo mit Igor Strawinsky auf.
Seit 2001 hat das Orchester seinen Sitz im neoklassizistischen, 950 Plätze fassenden Teatro Politeama. Am 26. März 2002 wurde es per Gesetz in eine Stiftung des öffentlichen Rechts umgewandelt und heißt seither juristisch Fondazione Orchestra Sinfonica Siciliana „Stiftung Sizilianisches Sinfonieorchester“ (abgekürzt FOSS).
Internationale Tourneen führten das Orchester unter anderem nach Dublin, Wiesbaden, Oxford, Prag, Japan und China. 1996 war es das erste italienische Orchester, das in Peking auftrat.
Das Orchester arbeitete schon mit diversen bedeutenden Dirigenten zusammen, zum Beispiel mit Herbert Albert, John Barbirolli, Ernest Bour, Aldo Ceccato, Sergiu Celibidache, Antal Doráti, Vittorio Gui, Efrem Kurtz, Ferdinand Leitner, Riccardo Muti, Pierre Monteux, Hermann Scherchen, Rudolf Barschai, Gary Bertini, Riccardo Chailly, Jansug Kakhidze, Emmanuel Krivine, Alain Lombard, Peter Maag, Daniel Oren, Zoltán Peskó, Georges Prêtre, Hubert Soudant, Franz Welser-Möst, Rafael Frühbeck de Burgos, Michel Plasson, Günter Neuhold, Juri Temirkanow und Lothar Koenigs.

## Diskografie (Auswahl)
- Arie di Bellini. Arien von Vincenzo Bellini. Dirigent Ottavio Ziino, Sopran Renata Scotto (Fonit Cetra, 1982)
- Corrette – Haendel. Werke von Michel Corrette und Georg Friedrich Händel. Dirigent Jean Jakus (ITC, 1992)
- Nino Rota. Werke von Nino Rota. Dirigent Massimo de Bernart, Klavier Benedetto Lupo (Nuova Era, 1992)
- Tchaikovsky soprano arias. Arien von Pjotr Tschaikowski. Dirigent José Serebrier, Sopran Carole Farley, zusammen mit dem Melbourne Symphony Orchestra (IMP Masters, 1993)
- Goffredo Petrassi. Die Werke für Flöte. Dirigent Hubert Soudant, Flöte Mario Ancillotti (Koch Schwann, 1996)
- Virtuosismi Contemporanei per fagotto. Zeitgenössische Stücke für Fagott mit unterschiedlichen Solisten. Dirigent Paolo Ferro (EMA, 2017)
- Salvatore Sciarrino. Sopran Livia Rado (EMA, 2020)
- Stravinsky, Britten, Scriabin. Le sacre du printemps von Igor Strawinsky, Four Sea Interludes aus der Oper Peter Grimes von Benjamin Britten und Le Poème de l’Extase von Alexander Skrjabin. Dirigentin Gianna Fratta (Brilliant Classics, 2022)
- Franz Liszt. 1. Klavierkonzert, Mazeppa, Totentanz und 12. Ungarische Rhapsodie von Franz Liszt. Dirigentin Gianna Fratta, Klavier Giuseppe Andaloro (Amadeus, 2023)